# Shiva Negar
Shiva Negar (persisch شیوا نگار; * 29. Mai 1988 im Iran) ist eine iranisch-kanadische Schauspielerin.

## Wirken
Negar wuchs zunächst in der Türkei, später in Kanada auf, wo sie als Kind Klavier- und Gitarrenunterricht erhielt und bei Gesangswettbewerben auftrat. Ihre ersten Erfahrungen auf der Theaterbühne an einer High School bewogen sie jedoch, eine Laufbahn als Schauspielerin einzuschlagen. Um ihre Karriere voranzutreiben, besuchte sie mehrere Workshops in Toronto und Los Angeles. 2008 erhielt Negar an der New York Film Academy eine professionelle Ausbildung. 2017 feierte Negar nach kleineren Engagements in TV-Serien in Ant Horasanlis Melodrama Lost Journey ihr Filmdebüt. Internationalen Erfolg errang sie 2017 mit ihrer Rolle als iranische Doppelagentin in dem US-amerikanischen Agenten-Actionfilm American Assassin. Neben weiteren Auftritten in Fernsehserien und Kurzfilmen stand sie 2019 für den kanadischen Dramafilm The Cuban vor der Kamera.

## Nominierungen und Auszeichnungen
- 2013: Wild Rose Independent Film Festival als Beste Darstellerin für Loraine (gewonnen)
- 2019: Hollywood North Film Awards als Beste Nebendarstellerin für We (gewonnen)

## Filmografie (Auswahl)
- 2010: Lost Journey
- 2012: Please Kill Mr. Know It All
- 2014: Murdoch Mysteries (Fernsehserie, Folge 8x08)
- 2015: Let’s Rap
- 2017: American Assassin
- 2018: The Amaranth
- 2019: The Cuban
- 2019: Heartland – Paradies für Pferde (Heartland, Fernsehserie, 2 Folgen)
- 2019: Hudson & Rex (Fernsehserie, 2 Folgen)
- 2020–2021: The Next Step (Fernsehserie, 6 Folgen)
- 2021: SEAL Team (Fernsehserie, 7 Folgen)
- 2022–2024: The Cleaning Lady (Fernsehserie, 6 Folgen)
- 2023: Burned by Love (Fernsehfilm)
- 2023: The Threat Next Door (Fernsehfilm)
- 2025: FBI: International  (Fernsehserie, Folge 4x19)